# Cabaret Mineiro
Cabaret Mineiro és una pel·lícula brasilera del 1980, del gènere drama musical, escrita i dirigida per Carlos Alberto Prates Correia, basada en diverses obres d'un poema homònim de Carlos Drummond de Andrade i en un conte de Guimarães Rosa. La fotografia és de Murilo Salles i la banda sonora de Tavinho Moura. El novembre de 2015 la pel·lícula va entrar a la llista de l'Associação Brasileira de Críticos de Cinema (Abraccine) dels 100 millors pel·lícules brasileres de tots els temps.

## Argument
Durant un viatge en tren pel nord de Minas, l'aventurer Paixão coneix Salinas, de qui s'enamora a primera vista. Els dos fan l'amor a la cabana de dormir i, al matí, quan es desperta, s'adona que ella ja no hi és. Paixão viurà les més diverses aventures amoroses, mentre somia amb l'estimada que va desaparèixer de la seva vida.

## Repartiment
- Nelson Dantas
- Tamara Taxman... Passatgers del tren
- Tânia Alves...Cantant de cabaret
- Helber Rangel
- Louise Cardoso...Jove a la piscina
- Maria Silvia
- Eliene Narducci
- Luiza Clotilde
- Dora Pellegrino
- Carlos Wilson
- Zaira Zambelli
- Thelma Reston...Sinhá
- Nildo Parente...Zé
- Paschoal Villaboin
- Antonio Rodrigues

## Premis i nominacions
Festival de Gramado 1981
- Guanyador en la categoria de Millor pel·lícula, millor fotografia (Murilo Salles), millor actor (Nelson Dantas), millor muntatge, millor direcció, millor banda sonora i millor actriu secundària (Tânia Alves).

Festival de Brasília 1980
- Va guanyar la millor fotografia